# Predigt
Predigt (althochdeutsch prediga, zum Verb predigōn, zu lateinisch praedicare „öffentlich ausrufen oder verkünden“, nhd. Form Predigt vielleicht beeinflusst von lateinisch praedicatio) ist eine Rede im Rahmen einer religiösen Feier, zumeist mit religiösem Inhalt. Die Predigt hat einen besonderen Stellenwert im Neuen Testament und im christlichen Gottesdienst. In der christlichen Theologie wird die Lehre von der Predigt als Homiletik bezeichnet. Im Islam gehört die Predigt zum Freitagsgebet, es können aber auch bei anderen religiösen Feiern Predigten gehalten werden.
Auf Englisch und Französisch heißt Predigt sermon (von lat. sermo: Wechselrede, Gespräch; Vortrag). Im Deutschen ist der Sermon nur sprichwörtlich.

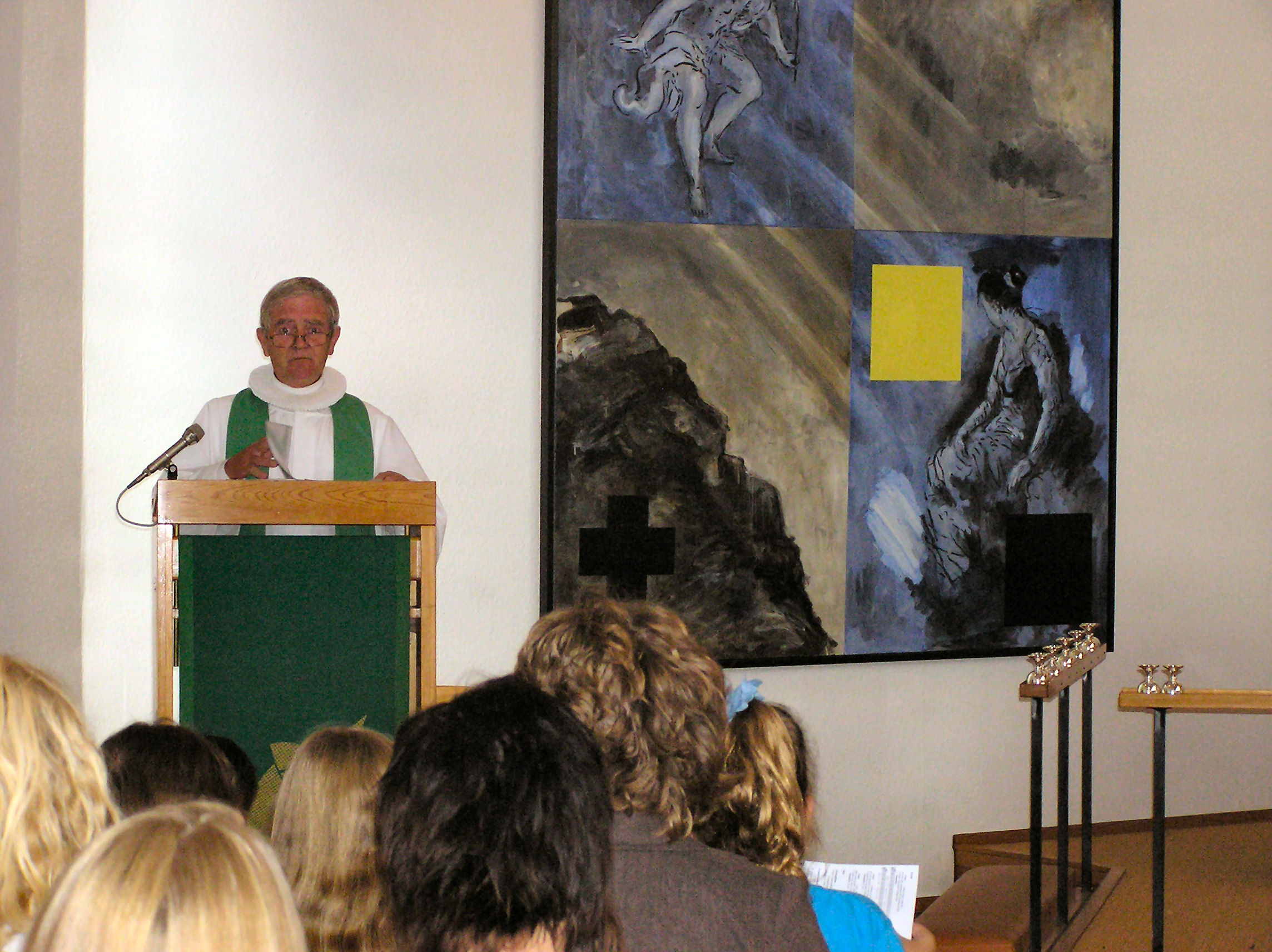
Predigt in einer dänischen Kirche

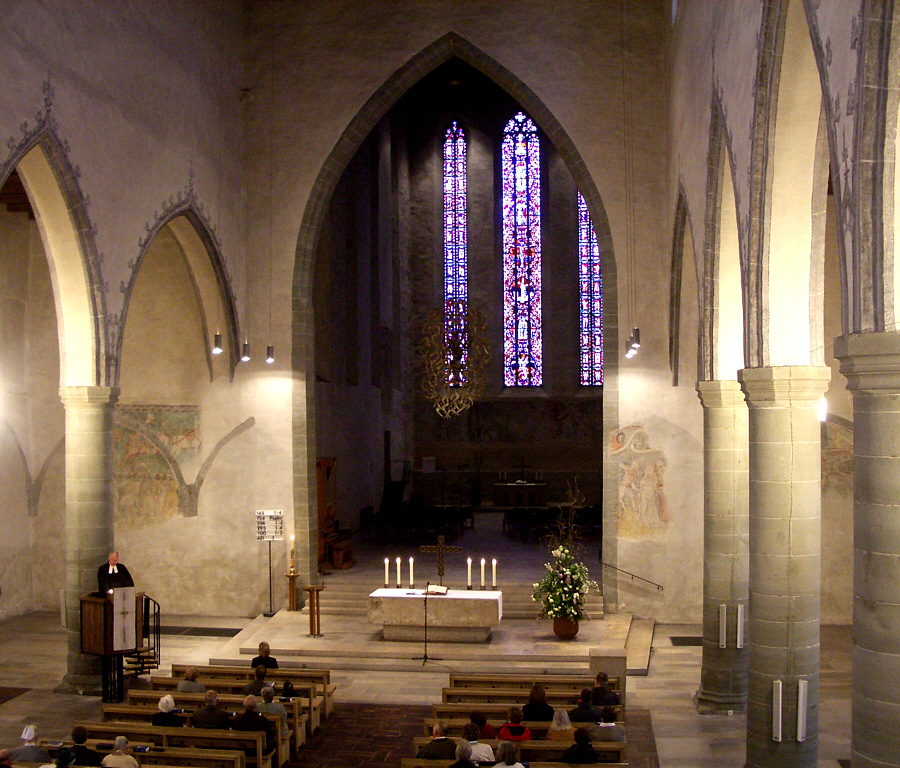
Predigt in einem evangelischen Gottesdienst in Deutschland

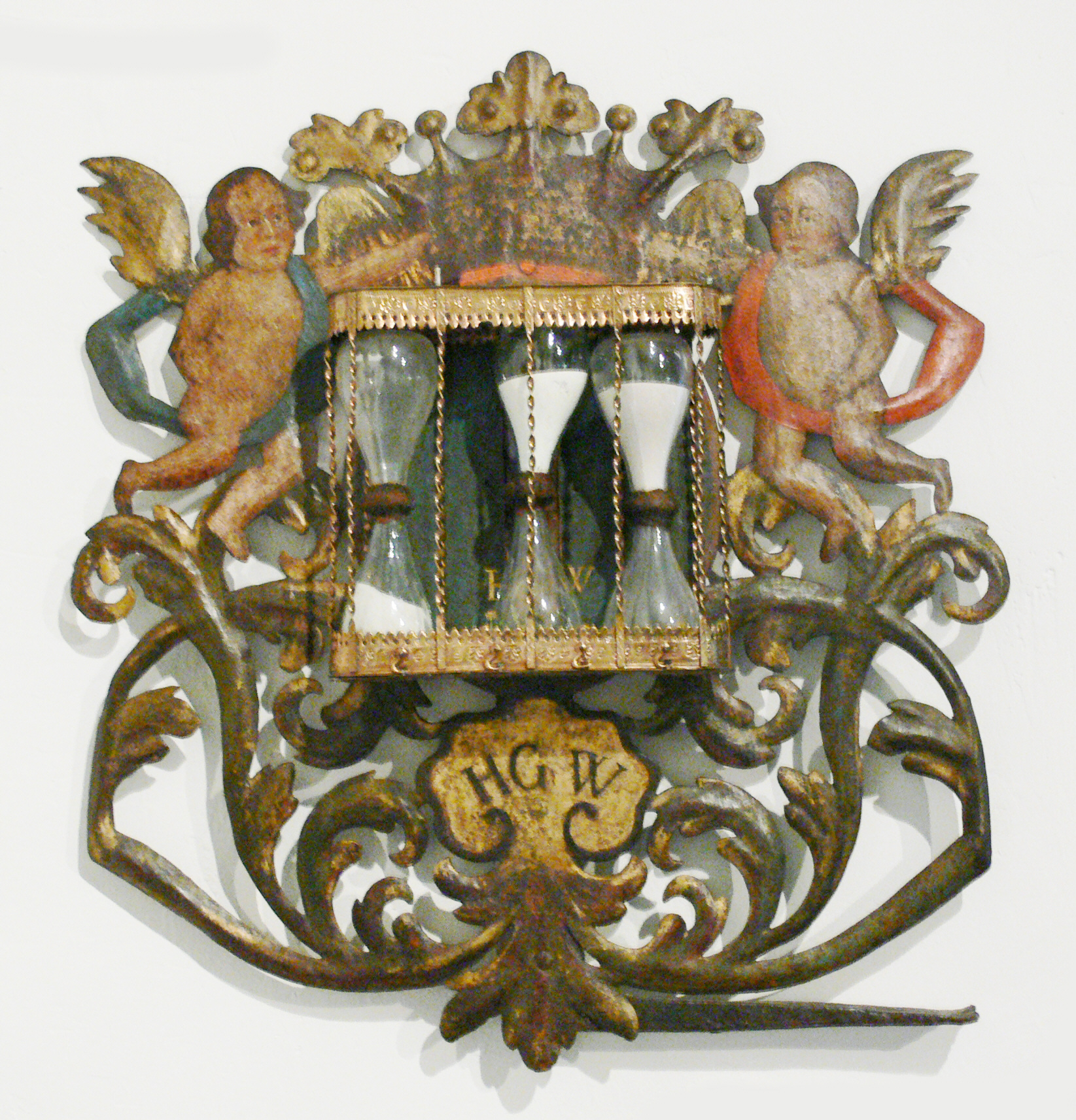
Die Kanzeluhr sollte im 18. Jahrhundert die Predigtzeit des predigenden Pfarrers reglementieren. (Exemplar von 1776, Museum für Thüringer Volkskunde Erfurt)

Jacob Alberts Predigt auf Hallig Gröde

## Predigt in der Bibel
Im Alten Testament treten vor allem die Propheten als Prediger auf. Dabei richten sie sich in einer öffentlichen Proklamation an das Volk Israel. Dazu sehen sie sich von Gott berufen (z. B. Jes 40,6 ).
Im antiken Griechenland spielte die öffentliche Rede eine große Rolle. Aristoteles nennt in seiner Rhetorik drei Redegattungen: die Gerichtsrede, die politische Rede und die Festrede. Persuasive Reden im Bereich der Religion gab es in Griechenland damals kaum. Das änderte sich mit der Ausbreitung des Christentums.
Gemäß dem Neuen Testament gab Jesus seinen Jüngern die Anweisung zu predigen (Mt 10,7 ).
- Das Evangelium muss unter allen Völkern gepredigt werden (Mk 13,10 LUT).
- Jesus predigte mit Vollmacht (Lk 4,32 LUT).
- Sie predigten, man solle umkehren, und trieben viele böse Geister aus (Mk 6,12 LUT).
- Der Glaube kommt aus der Predigt, das Predigen aber durch das Wort Christi (Röm 10,17 LUT).
- Die Predigt geschah nicht allein im Wort, sondern auch in der Kraft und in dem heiligen Geist und in großer Gewissheit (1 Thess 1,5 LUT).

Zu den bekanntesten und wirkmächtigsten Predigten gehören die Bergpredigt und die Feldrede Jesu.
In der christlichen Theologie ist der Begriff der Predigt vor allem durch die Evangelien, die Apostelgeschichte und die Briefe des Apostels Paulus geprägt. Die dort verwendeten griechischen Ausdrücke „keryssein“/„kerygma“ stehen zum einen für die Verkündigung durch Jesus selbst, der die Menschen zur Umkehr aufrief. Zum anderen – insbesondere in den neutestamentlichen Briefen – ist die Verkündigung von Tod und Auferstehung Jesu durch die Apostel gemeint.
Ist hier Predigt die Verkündigung des Evangeliums für Nichtglaubende („Juden und Heiden“), so wird besonders seit Martin Luther, für den das „Wort“ zentrale Bedeutung gewann, auch die Glaubensverkündigung im Gemeindegottesdienst vielfach im gleichen Sinn verstanden. Deshalb ist in der Evangelischen Kirche das „Predigen des Evangeliums“ (docere evangelium) als Dienst am Wort der „allergrößte, heiligste, nötigste, höchste Gottesdienst (praecipuus cultus Dei), ..., denn das Predigtamt ist das höchste Amt in der Kirchen.“

## Predigt in der Kirchengeschichte
Predigten waren während der gesamten Kirchengeschichte wichtig. Soweit sie in schriftlicher Form erhalten sind, bieten sie als historische Quellen wertvolle Einblicke in das Denken ihrer Zeit.

### Altertum
Im Altertum gab es Schnellschreiber (Stenographen genannt), die bei Predigten geschätzter Lehrer mitschrieben. Zwei bereits zu Lebzeiten prominente Prediger wirkten um 400 n. Chr.: Augustinus verfasste die erste Predigtlehre, und zwar im Rahmen seines Werkes De doctrina christiana. Er sah die Rhetorik als hilfreich an, die bis dahin als „heidnisch“ beargwöhnt worden war. Für Augustinus lag die Aufgabe der Predigt im Belehren und im Bewegen (d. h. Motivieren) der Zuhörer. Auch die Predigten des damaligen Bischofs von Konstantinopel waren sehr geschätzt: Johannes Chrysostomos – diesen Beinamen, der „Goldmund“ bedeutet, erhielt er erst posthum im 6. Jahrhundert. Dieser Beiname bezog sich auf seine Predigten, die in schriftlicher Form weiterwirkten.

### Mittelalter
Im Mittelalter war die Predigt weniger wichtig als die Sakramente. Im Zentrum des Gottesdienstes (der „Messe“) stand die Eucharistie, d. h. das Abendmahl. Um 1200 n. Chr. entstanden Reformbewegungen, die im Predigen eine wichtige Aufgabe sahen, etwa die „Laienbewegung“ der Waldenser oder der Humiliaten. Den Laien wurde das Predigen von Seiten der katholischen Kirche aber nicht zugestanden. Die Folge war, dass die Waldenser aus der Kirche ausgeschlossen wurden. Daneben gab es kirchlich akzeptierte Predigerorden (vor allem Dominikaner) und die Bettelorden wie Franziskaner, die ebenfalls das Predigen betonten. Die Universitätsgründungen im Spätmittelalter förderten auch die Bildung der „Weltpriester“, die somit bessere Voraussetzungen für das Predigen hatten. Die Predigt im Rahmen des kirchlichen Gottesdienstes wurde grundsätzlich in der jeweiligen Landessprache gehalten (nicht z. B. in Latein), sie musste ja von der Gemeinde verstanden werden.

### Neuzeit

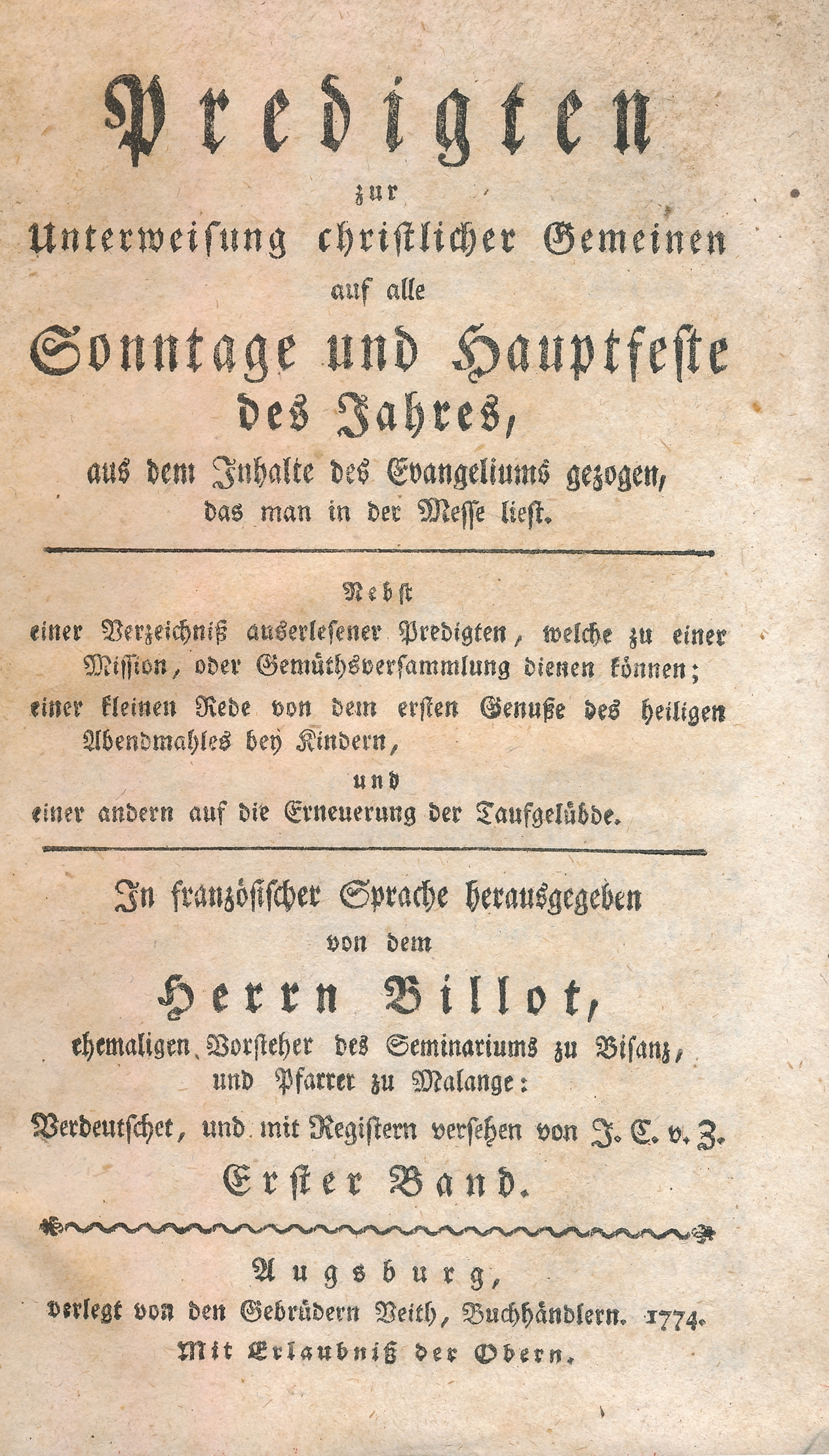
Predigt-Buch, Augsburg 1774 (Titelblatt)

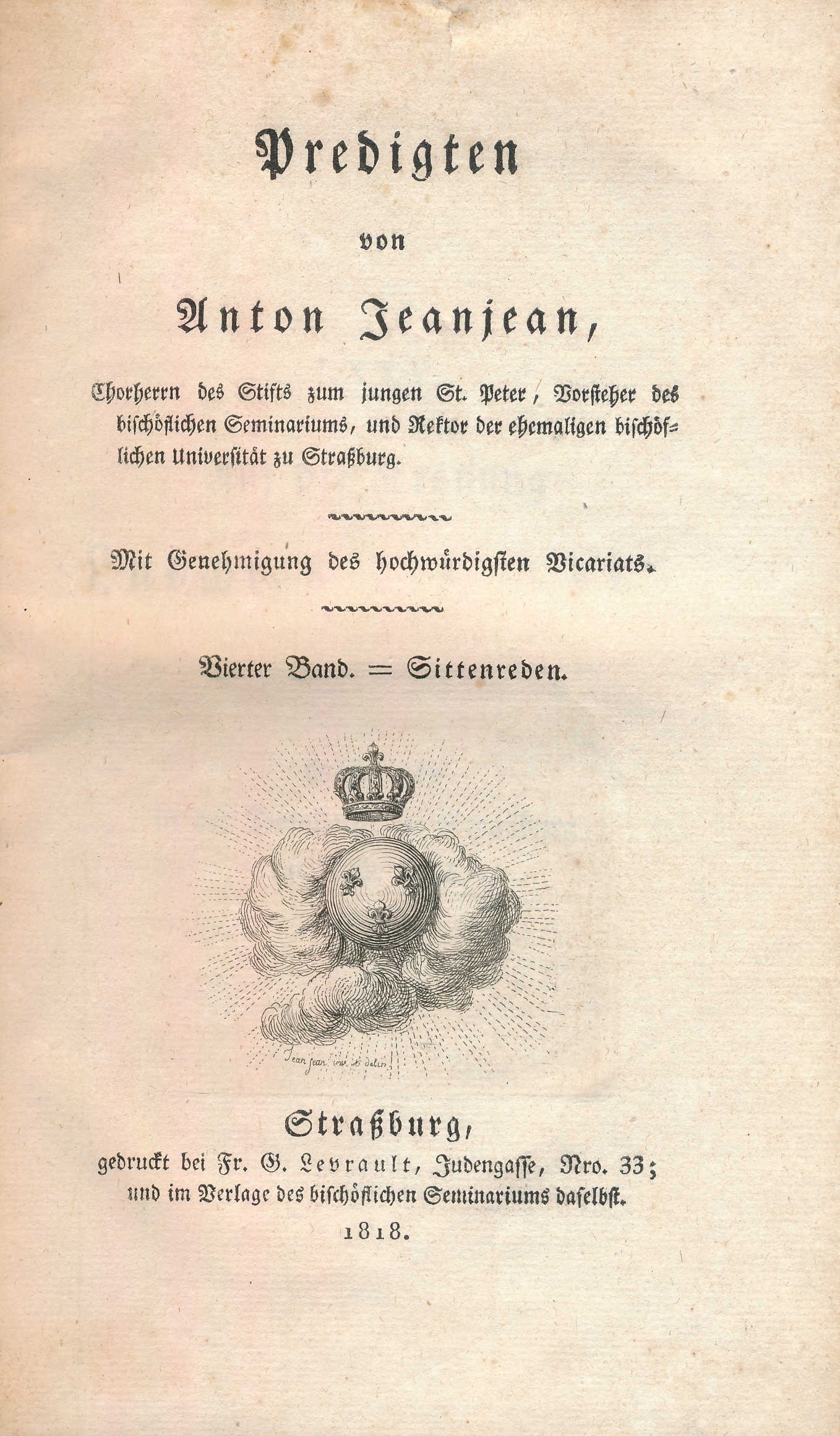
Predigt-Buch, Straßburg 1818 (Titelblatt)

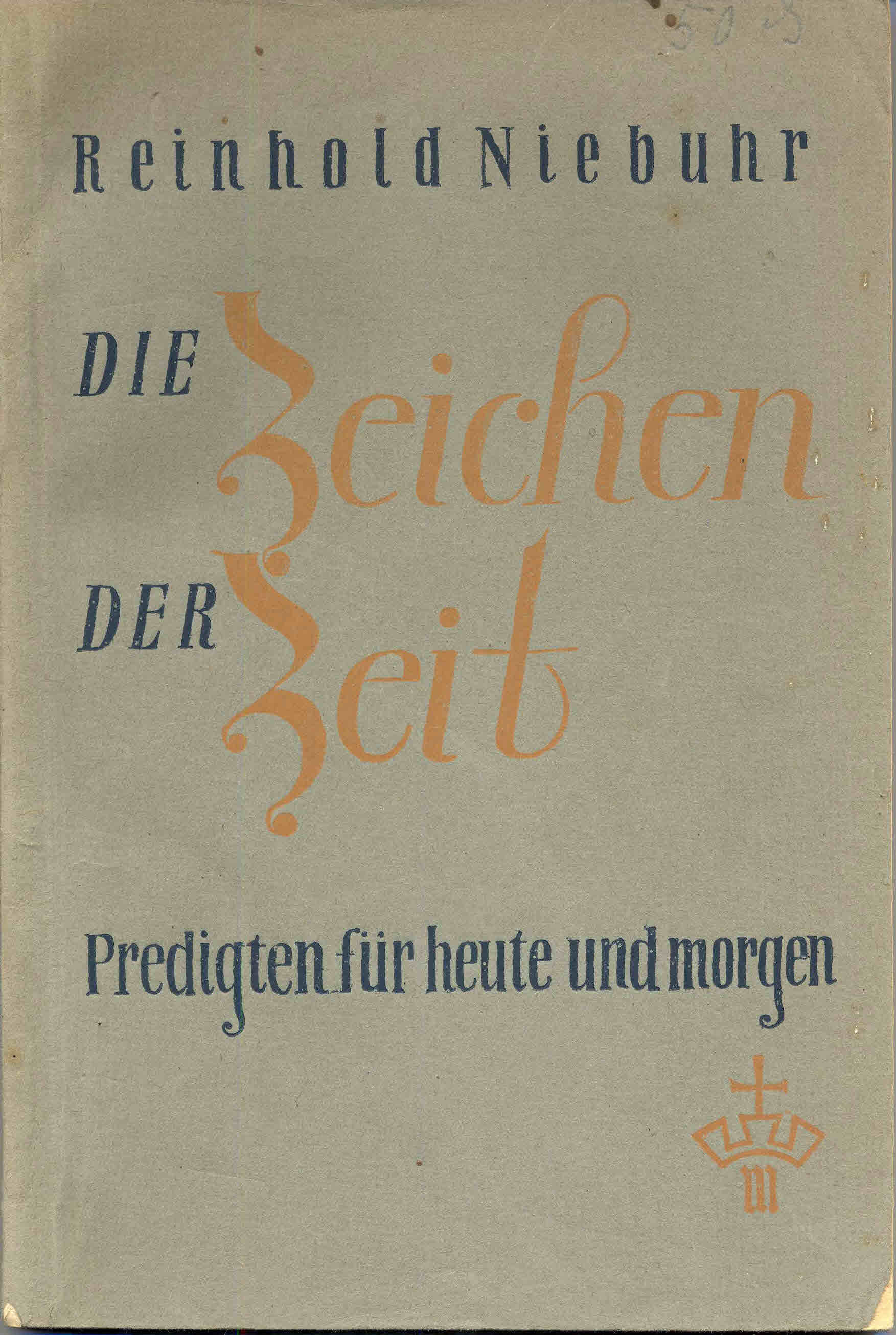
Titelblatt der deutschen Ausgabe der Predigten von Reinhold Niebuhr aus dem Jahr 1948

Von Martin Luther sind mehr als 2000 Predigten erhalten, von Johannes Calvin mehr als 1200 Predigten. Ein evangelischer Pfarrer um 1600 predigte mehrmals wöchentlich, wobei eine Predigt ein bis zwei Stunden dauerte.
Die mit der Spaltung der westlichen Christenheit verbundenen konfessionellen Streitfragen wurden auch in Predigten behandelt – durch „Kontroversprediger“, aber auch durch „Vermittlungstheologen“.
Im 18., 19. und 20. Jahrhundert wurden Predigten oft in Buchform veröffentlicht. Die Aufklärung des 18. Jahrhunderts wirkte sich auch auf Predigt-Inhalte aus. Jene „Aufklärer“, die am Christentum festhielten, wollten die Religion dem vernunftbetonenden Menschen einsichtig machen; siehe auch Apologetik. Zu diesem Zweck wurde der Erfahrungshorizont des Zuhörers zum Maßstab erhoben, und man ließ Wunderberichte beiseite oder deutete sie um. Durch die Alphabetisierung konnten nun viele Menschen selbst lesen, auch die Bibel, waren also zu ihrem Kennenlernen nicht mehr so stark auf das Predigthören angewiesen (und auf die Bilder in Kirchen, einzelne in Evangelien berichtete Ereignisse darstellend).
Vor und um 1800 kam es zu Erweckungen, an denen Predigten mitwirkten: In Nordamerika Jonathan Edwards, in England John Wesley und George Whitefield. Sie hielten mehrere Predigten täglich, oft im Freien. Im 19. Jahrhundert wurden die Predigten von Charles Haddon Spurgeon von vielen Menschen in London gehört, schließlich in einer Baptistenkirche mit 5000 Sitzplätzen. Er bildete junge Prediger aus (was in seinem Buch Ratschläge für Prediger resultierte, im englischen Original Lectures to my Students).
Die Evangelikale Bewegung im 20. Jahrhundert versucht, durch Predigten zwischen den Anliegen der Bibel und dem Leben der Zuhörer vermitteln. Zu ihr gehörte der evangelische Pfarrer Wilhelm Busch, von dem einige Predigten zu dem weit verbreiteten Buch Jesus unser Schicksal zusammengestellt wurden. Busch hatte einen lebensnahen, anekdotenhaften Stil. Der vielleicht berühmteste Prediger des 20. Jahrhunderts war Helmut Thielicke, dessen Predigten viele originelle, mitunter poetisch anmutende Formulierungen enthalten.
In Freikirchen sah man als Aufgabe des „hauptamtlichen Mitarbeiters“ vor allem das Verkündigen, daher nannte man ihn bis in die 1970er Jahre „Prediger“, erst danach wurde der Begriff „Pastor“ bevorzugt. Die Verknüpfung von Predigt und Politik ist als politisches Predigen im Linksprotestantismus bekannt. Politisches Predigen kann sich aber auch durch eine apokalyptisch bestimmte Sicht des Zeitgeschehens ergeben.

## Aktuelle Tendenzen beim Predigen
Das 20. Jahrhundert zeigte mehrere neue Entwicklungen, die sich auf die Predigtgestaltung auswirkten. Diese Entwicklungen bezeichnet Franz Graf-Stuhlhofer als Technisierung, Vervielfältigung, Medialisierung, Akademisierung, Psychologisierung und Internationalisierung.
- Technisierung: Die Stimme des Predigers im Gottesdienst wird durch Mikrophon und Lautsprecher verstärkt.
- Vervielfältigung: Die Predigt kann auf Tonband oder auf digitale Speicher (z. B. Podcast) aufgenommen und dann weiterverbreitet werden.
- Medialisierung: Menschen sind zunehmend gewöhnt an Medien, und ihre Erwartungen an die Predigtgestaltung steigen. Predigten werden durch visuelle Eindrücke ergänzt. Im amerikanischen Raum sind auch Fernsehprediger anzutreffen.
- Akademisierung: Der Anteil von Menschen mit Studium wird größer. Die Gemeindeglieder haben somit stärkere Übung darin, sich mit schwierigen Texten zu beschäftigen, sind also nicht mehr so stark auf die Bibellese-Anleitung durch den Prediger angewiesen. Und die Auswahl an geeigneten Laienpredigern wird größer.
- Psychologisierung: Psychologische Themen werden oft in Predigten behandelt.
- Internationalisierung: Seit den 1980er Jahren gibt es im deutschen Sprachraum zunehmend englischsprachige Gemeinden, seit den 1990er Jahren viele Migrationskirchen auch mit anderen Sprachen. Dadurch hören viele Menschen am Wochenende Predigten in einer anderen Sprache als in jener, mit der sie während der Woche z. B. im Beruf konfrontiert sind.

Wilfried Engemann kritisiert, dass heutige Predigten profaniert seien. Die Predigt „ergeht sich an vagen Appellen an die Mitmenschlichkeit“ oder „langweilt ihn mit hohlen theologischen Spekulationen“. Engemann beobachtet die Tendenz, sich mehr auf das Präsentieren als auf die Inhalte zu konzentrieren; und sich mehr an den Unterhaltungsmedien und dem „African American Preaching“ zu orientieren.

## Katholische und evangelische Predigten
Evangelischen Predigten liegt normalerweise ein Abschnitt aus der Bibel zugrunde. Hierfür gibt es im Raum der EKD die Perikopenordnung, die im Rhythmus von sechs Jahren Bibeltexte für jeden Sonn- und Feiertag vorgibt.
Katholische Theologen betonen den Unterschied zwischen Missionspredigt („Basis predigen“) und innerchristlicher Glaubensauslegung, oft als Homilie (griech. „Zurede“) bezeichnet.
Nach katholischem Verständnis kann bei einer Predigt, wie bei einer Ansprache, das Thema freier gewählt werden (im Unterschied zur Homilie), und sie kann unabhängig von einem Gottesdienst stattfinden. 
In evangelischen Kirchen steht die Verkündung und die Erklärung des Wortes Gottes im Zentrum, während in der katholischen Kirche das Messopfer eine der Predigt übergeordnete Bedeutung hat.
Im Allgemeinen hat eine Predigt die Form eines Monologs. Es gibt aber auch kreativere Formen, indem zwischendurch Fragen an die Zuhörer gerichtet werden (mit Antwortmöglichkeit), oder indem ein Sketch oder ein Kurzfilm in die Predigt eingebaut wird.
Verkündigungssendungen sind eine vergleichbare Form der Predigt, die an das Medium Rundfunk angepasst ist.
Die Dauer einer Predigt hat sich im Lauf der letzten Jahrzehnte stark verkürzt. Heute dauert sie in einer katholischen Kirche etwa zehn Minuten, in einer evangelischen Kirche etwa 20 Minuten und in den Freikirchen etwa 30 Minuten (grobe Richtwerte, die eher unter- als überschritten werden).

## Rechtliche Vorgaben beim Predigen
Das Bundesverwaltungsgericht stellte in einem Beschluss vom August 2011 fest, dass „die religiöse Äußerungsfreiheit, auch soweit es um eine Predigt geht, keinen absoluten Vorrang vor den Belangen des Persönlichkeits- und Ehrenschutzes“ genießt. Auch das allgemeine Persönlichkeitsrecht ist jedoch nicht vorbehaltlos gewährleistet und wird durch die verfassungsmäßige Ordnung einschließlich der Rechte anderer beschränkt. Zu diesen Rechten gehört neben der Freiheit der Meinungsäußerung auch das einheitliche Grundrecht der Religionsfreiheit. Dies umfasst auch die Äußerungen in einer Predigt. Vorgeschichte des Urteils war eine gerichtliche Auseinandersetzung zwischen Michael Schmidt-Salomon von der Giordano-Bruno-Stiftung und dem Regensburger Bischof Gerhard Ludwig Müller. Dieser hatte 2008 eine Predigt gehalten, worin er an zwei Religionskritikern Kritik übte, deren Berechtigung von Schmidt-Salomon aber bestritten wurde. Eine Unterlassungserklärung lehnte Müller jedoch unter Verweis auf seine besondere Stellung als Bischof der katholischen Kirche ab. Die Auseinandersetzung wurde durch das Urteil des Bundesverwaltungsgerichts beendet.

## Andere Wortbedeutungen
Umgangssprachlich wird „Predigt“ auch verwendet als Ausdruck für moralisierendes Reden. Der Begriff „Sermon“ wird umgangssprachlich auch für langweiliges, langatmiges Gerede verwendet.